# العلاقات الجورجية العمانية
العلاقات الجورجية العمانية هي العلاقات الثنائية التي تجمع بين جورجيا وسلطنة عمان.

## مقارنة بين البلدين
هذه مقارنة عامة ومرجعية للدولتين:
| وجه المقارنة                                              | جورجيا                          | سلطنة عمان    |
| --------------------------------------------------------- | ------------------------------- | ------------- |
| المساحة (كم2)                                             | 69.70 ألف                       | 309.50 ألف    |
| عدد السكان (نسمة)                                         | 3.72 مليون                      | 4.64 مليون    |
| الكثافة السكانية (ن./كم²)                                 | 53.37                           | 14.99         |
| العاصمة                                                   | تبليسي، كوتايسي                 | مسقط          |
| اللغة الرسمية                                             | اللغة الجورجية، اللغة الأبخازية | اللغة العربية |
| العملة                                                    | لاري جورجي                      | ريال عماني    |
| الناتج المحلي الإجمالي (بليون دولار)                      | 15.16 مليار                     | 72.64 مليار   |
| الناتج المحلي الإجمالي (تعادل القوة الشرائية) بليون دولار | 35.68 مليار                     | 179.49 مليار  |
| الناتج المحلي الإجمالي الاسمي للفرد دولار أمريكي          | 3.79 ألف                        | 15.55 ألف     |
| الناتج المحلي الإجمالي للفرد دولار أمريكي                 |                                 | 38.63 ألف     |
| مؤشر التنمية البشرية                                      | 0.754                           | 0.793         |
| رمز المكالمات الدولي                                      | +995                            | +968          |
| رمز الإنترنت                                              | .ge، .გე ‏                       | عمان          |
| المنطقة الزمنية                                           | ت ع م+04:00                     | ت ع م+04:00   |

## منظمات دولية مشتركة
يشترك البلدان في عضوية مجموعة من المنظمات الدولية، منها:
| علم المنظمة | اسم المنظمة                      | تاريخ انضمام جورجيا | تاريخ انضمام سلطنة عمان |
| ----------- | -------------------------------- | ------------------- | ----------------------- |
|             | المنظمة العالمية للملكية الفكرية | ?                   | ?                       |
|             | يونسكو                           | 7 أكتوبر 1992       | 10 فبراير 1972          |
|             | الفريق المعني برصد الأرض         | ?                   | ?                       |
|             | مؤسسة التمويل الدولية            | 29 يونيو 1995       | 1973                    |
|             | مؤسسة التنمية الدولية            | 31 أغسطس 1993       | 1973                    |
|             | منظمة التجارة العالمية           | 14 يونيو 2000       | 2000                    |
|             | الاتحاد البريدي العالمي          | ?                   | ?                       |
|             | الاتحاد الدولي للاتصالات         | 7 يناير 1993        | 28 أبريل 1972           |
|             | الأمم المتحدة                    | 31 يوليو 1992       | 7 أكتوبر 1971           |
|             | البنك الدولي للإنشاء والتعمير    | 7 أغسطس 1992        | 1971                    |
|             | المنظمة الهيدروغرافية الدولية    | ?                   | ?                       |

## وصلات خارجية
- موقع وزارة الخارجية الجورجية
- موقع وزارة الخارجية العمانية